# Stéphane Chapuisat
Stéphane Chapuisat (Lausanne, 28 de junho de 1969) é um ex-futebolista suíço, que atuava como atacante. É tido como o melhor jogador de seu país na década de 1990, pois marcou 21 gols em 103 jogos pela seleção helvética.

## Carreira
Atuou na Copa de 1994, e nas Eurocopas de 1996 e 2004.
Jogou em times da Suíça até ser contratado pelo Borussia Dortmund, em 1992. Por este time, ganhou a Liga dos Campeões da Europa em 1997. Em 1999, foi para o Grasshoppers de Zurique. Passou também pelo Young Boys até voltar ao Lausanne Sports para fechar a carreira, em 2006.
Marcou 106 gols em 228 jogos pela Bundesliga. Nos Prêmios do Jubileu da UEFA, foi escolhido o melhor jogador suíço dos 50 anos da entidade.

## Títulos
KFC Uerdingen 05
- Copa Intertoto da UEFA: 1990, 1991, 1992

Borussia Dortmund
- Copa Intercontinental: 1997
- Liga dos Campeões da UEFA: 1996–97
- Campeonato Alemão: 1994–95, 1995–96
- Supercopa da Alemanha: 1995, 1996

Grasshoppers
- Campeonato Suíço: 2000–01, 2002–03

### Prêmios individuais
- Futebolista Suíço do Ano: 2001, 2004
- Seleção da Bundesliga da temporada pela revista Kicker: 1991–92
- Melhor atacante do ano da Bundesliga pela revista Kicker: 1991, 1993
- Prêmio do Jubileu da UEFA: 2004

### Artilharias
- Super Liga Suíça de 2000–01 (21 gols)
- Super Liga Suíça de 2003–04 (23 gols)